# 60-я гвардейская танковая бригада
60-я гвардейская танковая дважды Краснознамённая орденов Суворова и Богдана Хмельницкого бригада — гвардейская танковая бригада Красной армии ВС СССР, в годы Великой Отечественной войны.
Условное наименование — войсковая часть полевая почта (в/ч пп) № 22198.
Сокращённое действительное наименование — 60 гв. тбр.

## История формирования
Бригада была сформирована на основании директивы НКО № 723499сс от 15 февраля 1942 года, как 169-я танковая бригада по штатам № 010/345 — 010/352. Формирование бригады проходило с 15 марта по 12 июня 1942 года в городе Куйбышеве, после чего бригада была передислоцирована в город Ногинск для получения материальной части и 15 июня тремя эшелонами убыла на Сталинградский фронт.
Приказом НКО СССР № 284 от 19 сентября 1943 года 2-й танковый корпус был преобразован в 8-й гвардейский танковый корпус, входившей в него 169-й танковой бригаде также было присвоено почётное звание «Гвардейская». Новый войсковой № 60-я гвардейская танковая бригада был присвоен директивой ГШ КА № Орг/3/139628 от 23 сентября 1943 года.
С 15 сентября по 9 ноября 1943 года бригада находилась на доукомплектовании и передвигалась по оси наступления 8-го гвардейского корпуса, занимаясь боевой подготовкой.
28 ноября 1943 года бригада была выведена на отдых и переформирование по новым штатам в Ново-Дарница. К 1 мая 1944 года бригада была полностью укомплектована личным составом и материальной частью.
23 марта 1944 года командиром корпуса генерал-майором танковых войск А. Ф. Поповым бригаде было вручено боевое гвардейское Знамя.

## Участие в боевых действиях
Период вхождения в действующую армию: 19 сентября 1943 года — 28 ноября 1943 года, 10 мая 1944 года — 9 мая 1945 года.
18 ноября 1943 года бригада во взаимодействии с 6-й гвардейской мотострелковой бригадой начала наступление на Кочеров и к полудню овладела центром села.

## Состав
- Управление бригады (штат № 010/270)
- 370-й отдельный танковый батальон (штат № 010/271)[5]
- 371-й отдельный танковый батальон (штат № 010/272)[6]
- Мотострелково-пулемётный батальон (штат № 010/273)
- Истребительно-противотанковая батарея (штат № 010/274)
- Рота управления (штат № 010/275)
- Рота технического обеспечения (штат № 010/276)
- Медико-санитарный взвод (штат № 010/277)
- Рота ПТР (штат № 010/375)
- Зенитно-пулемётная рота (штат № 010/451)

- Управление бригады (штат № 010/500)
- 1-й отдельный танковый батальон (штат № 010/501) (до 13.01.1944 370-й отб)
- 2-й отдельный танковый батальон (штат № 010/501) (до 13.01.1944 371-й отб)
- 3-й отдельный танковый батальон (штат № 010/501)
- Моторизованный батальон автоматчиков (штат № 010/502)
- Зенитно-пулемётная рота (штат № 010/503)
- Рота управления (штат № 010/504)
- Рота технического обеспечения (штат № 010/505)
- Медсанвзвод (штат № 010/506)

## В составе
| Подчинение     | Подчинение             | Подчинение         | Подчинение                      | Подчинение |
| Дата           | Фронт (военный округ)  | Армия              | Корпус                          | Примечания |
| -------------- | ---------------------- | ------------------ | ------------------------------- | ---------- |
| 1.11.1943 года | 1-й Украинский фронт   | 40-я армия         | 8-й гвардейский танковый корпус | -          |
| 1.12.1943 года | Резерв Ставки ВГК      | -                  | 8-й гвардейский танковый корпус | -          |
| 1.01.1944 года | Резерв Ставки ВГК      | -                  | 8-й гвардейский танковый корпус | -          |
| 1.02.1944 года | Резерв Ставки ВГК      | -                  | 8-й гвардейский танковый корпус | -          |
| 1.03.1944 года | Резерв Ставки ВГК      | -                  | 8-й гвардейский танковый корпус | -          |
| 1.04.1944 года | Резерв Ставки ВГК      | -                  | 8-й гвардейский танковый корпус | -          |
| 1.05.1944 года | Киевский военный округ | -                  | 8-й гвардейский танковый корпус | -          |
| 1.06.1944 года | 1-й Белорусский фронт  | -                  | 8-й гвардейский танковый корпус | -          |
| 1.07.1944 года | 1-й Белорусский фронт  | -                  | 8-й гвардейский танковый корпус | -          |
| 1.08.1944 года | 1-й Белорусский фронт  | 2-я танковая армия | 8-й гвардейский танковый корпус | -          |
| 1.09.1944 года | 1-й Белорусский фронт  | -                  | 8-й гвардейский танковый корпус | -          |
| 1.10.1944 года | 1-й Белорусский фронт  | 47-я армия         | 8-й гвардейский танковый корпус | -          |
| 1.11.1944 года | 1-й Белорусский фронт  | 65-я армия         | 8-й гвардейский танковый корпус | -          |
| 1.12.1944 года | 2-й Белорусский фронт  | -                  | 8-й гвардейский танковый корпус | -          |
| 1.01.1945 года | 2-й Белорусский фронт  | -                  | 8-й гвардейский танковый корпус | -          |
| 1.02.1945 года | 2-й Белорусский фронт  | -                  | 8-й гвардейский танковый корпус | -          |
| 1.03.1945 года | 2-й Белорусский фронт  | -                  | 8-й гвардейский танковый корпус | -          |
| 1.04.1945 года | 2-й Белорусский фронт  | 2-я ударная армия  | 8-й гвардейский танковый корпус | -          |
| 1.05.1945 года | 2-й Белорусский фронт  | -                  | 8-й гвардейский танковый корпус | -          |

## Командование бригады

### Командиры бригады
- Степанов, Иван Яковлевич (19.09.1943 — ??.08.1944), гвардии полковник;
- Сомов, Андрей Александрович[9] (??.08.1944 — 11.11.1944), гвардии полковник;
- Давиденко, Никита Васильевич (11.11.1944 — 18.07.1945), гвардии полковник[10][11]

### Заместители командира бригады по строевой части
- Лукьянов Александр Иванович (19.09.1943 — 11.1943), гвардии подполковник;
- Сомов Андрей Александрович (26.08.1944 — ??.08.1944), гвардии полковник

### Начальники штаба бригады
- Сомов Андрей Александрович (19.09.1943 — 26.08.1944), гвардии подполковник;
- Прохоров Константин Фёдорович (08.1944 — 14.11.1944), гвардии майор
- Лушин Валентин Алексеевич (14.11.1944 — 18.07.1945), гвардии майор

### Начальники политотдела, заместители командира по политической части
- Степыкин Михаил Григорьевич (19.09.1943 — 31.01.1945), гвардии подполковник;
- Карпов Иван Васильевич (31.01.1945 — 18.07.1945), гвардии подполковник[12]

## Отличившиеся воины
| Награда | Ф. И. О.                       | Должность                                                           | Звание  | Дата награждения                 | Примечания |
| ------- | ------------------------------ | ------------------------------------------------------------------- | ------- | -------------------------------- | --- |
|         | Виноградов, Алексей Дмитриевич | командир танкового взвода 1-го танкового батальона                  | гвардии | 26.09.1944                       | погиб в бою за город Люблин 23 июля 1944 года, где и похоронен                                                               |
|         | Кочетков, Кирилл Савельевич    | командир пулемётного расчёта моторизованного батальона автоматчиков | гвардии | 21.09.1944 23.04.1945 31.12.1987 | 5 октября 1944 года повторно награждён орденом Славы III степени, 31 декабря 1987 года перенаграждён орденом Славы I степени |

## Награды и почётные наименования
| Награда (наименование)                | Дата награждения                                                            | За что получена |
| ------------------------------------- | --------------------------------------------------------------------------- | --- |
| Почётное звание «Гвардейская»         | присвоено приказом НКО СССР № 284 от 19 сентября 1943 года.                 | за доблесть и мужество личного состава |
| Орден Красного Знамени                | награждена указом Президиума Верховного Совета СССР от 9 августа 1944 года  | за образцовое выполнение заданий командования в боях с немецкими захватчиками, за овладение городом Люблин и проявленные при этом доблесть и мужество                       |
| Орден Красного Знамени                | награждена указом Президиума Верховного Совета СССР от 26 апреля 1945 года  | за образцовое выполнение заданий командования в боях с немецкими захватчиками при овладении городами Гнев и Старогард и проявленные при этом доблесть и мужество            |
| Орден Суворова II степени             | награждена указом Президиума Верховного Совета СССР от 31 октября 1944 года | за образцовое выполнение заданий командования в боях с немецкими захватчиками, за овладение крепостью Прага и проявленные при этом доблесть и мужество                      |
| Орден Богдана Хмельницкого II степени | награждена указом Президиума Верховного Совета СССР от 17 мая 1945 года     | за образцовое выполнение заданий командования в боях с немецкими захватчиками при овладении городом и крепостью Гданьск (Данциг) и проявленные при этом доблесть и мужество |

## Послевоенная история
6 июня 1945 года бригада в составе 8-го гвардейского танкового корпуса выступила из района Шапов по маршруту Пренцлау, Штутгарт, Бромберг, Торн, Прага, Седлец в Белорусский военный округ. 14 июля бригада расположилась в районе города Брест, где приступила к строительству и оборудованию лагеря.
16 июля 1945 года 8-й гвардейский танковый корпус, на основании приказа НКО СССР № 0013 от 10 июня 1945 года, был преобразован в 8-ю гвардейскую танковую дивизию (в/ч 11707), а 60-я гвардейская танковая бригада 18 июля была преобразована в 60-й гвардейский танковый дважды Краснознамённый орденов Суворова и Богдана Хмельницкого полк (в/ч 22198) этой дивизии. Дивизия вошла в состав 5-й гвардейской танковой армии (с 12 июня 1946 года 5-я гвардейская механизированная армия). 31 октября 1946 года 8-я гвардейская танковая дивизия была свёрнута в 8-й танковый полк кадра, но уже через два года 28 октября 1948 года вновь развёрнута в том же составе.
До 1990 года 60-й гвардейский танковый полк находился в составе 8-й гвардейской танковой дивизии с местом дислокации Марьина Горка. В 1990 году 8-я гвардейская танковая дивизия была свёрнута в 6297-ю базу хранения вооружения и техники.